# Leonel Noriega
Leonel Lisandro Noriega Pereira (Cobán, 10 maggio 1975) è un calciatore guatemalteco, centrocampista del Deportivo San Pedro.

## Carriera

### Club
Nel 2004, dopo aver giocato alla Juventud Retalteca, si trasferisce al Suchitepéquez. Nel 2006 viene acquistato dal Deportivo Marquense, in cui milita per dieci anni e con cui colleziona più di 250 presenze. Nel 2016, dopo dieci anni al Deportivo Marquense, passa al Deportivo San Pedro.

### Nazionale
Ha debuttato in Nazionale il 19 febbraio 2006, nell'amichevole Stati Uniti-Guatemala (4-0). Ha partecipato, con la Nazionale, alla Gold Cup 2007. Ha collezionato in totale, con la maglia della Nazionale, 14 presenze.